# W poprzek
W poprzek – szósty album wydany przez Tomasza Żółtko.

## Lista utworów
| 1.  | "Intro - New York Harris Bar"  | 1:18  |
|     |                                |       |
| 2.  | "Ta niedobra Myszka Miki"      | 4:04  |
|     |                                |       |
| 3.  | "Naucz mnie tańczyć"           | 4:26  |
|     |                                |       |
| 4.  | "Bóg kocha chorych na AIDS"    | 3:52  |
|     |                                |       |
| 5.  | "Czyjaś dziewczyna"            | 3:59  |
|     |                                |       |
| 6.  | "Bardzo lubię lekcje biologii" | 3:24  |
|     |                                |       |
| 7.  | "Pieśń dla playboya"           | 4:54  |
|     |                                |       |
| 8.  | "Mój pejzaż"                   | 3:34  |
|     |                                |       |
| 9.  | "Trochę niedzisiejszy erotyk"  | 4:03  |
|     |                                |       |
| 10. | "Ponoć..."                     | 3:31  |
|     |                                |       |
| 11. | "Nim nadejdzie kres"           | 4:00  |
|     |                                |       |
| 12. | "Labirynt oświeconych"         | 7:57  |
|     |                                |       |
| 13. | "Słowiańska modlitwa"          | 3:19  |
|     |                                |       |
|     |                                | 52:21 |
|     |                                |       |

## Muzycy
- Tomasz Żółtko – śpiew, gitara akustyczna i klasyczna
- Małgorzata Paduch – śpiew, efekty specjalne
- Jerzy Szarecki – trąbka, trąbka skrzydłówka, wind midi, controller, syntezatory, mandoliny, fortepian, instrumenty perkusyjne, efekty specjalne
- Mirosław Stępień – gitara basowa, akordeon, fortepian, instrumenty perkusyjne, efekty specjalne, gitara akustyczna
- Mirosław Dyka – gitara elektryczna, akustyczna i klasyczna
- Leon Paluch – perkusja, instrumenty perkusyjne
- Cezary Borowski – efekty specjalne